# Notoperlopsis femina
Notoperlopsis femina är en bäcksländeart som beskrevs av Joachim Illies 1963. Notoperlopsis femina ingår i släktet Notoperlopsis och familjen Gripopterygidae. Inga underarter finns listade i Catalogue of Life.